# MSX-AUDIO
MSX-AUDIO（エムエスエックス・オーディオ）は、1986年に発表されたMSXの拡張音源の規格名の名称、およびYAMAHAのFM音源チップ「Y8950」の俗称である。チップの表面には「Y8950」と「MSX-AUDIO」と書かれており、「Y8950」は販売元であるヤマハでの品番であり、「MSX-AUDIO」は開発元のアスキーでの品番である。

## MSX-AUDIO
もともとはMSX2のオプション音源として開発されたもので、MSX-AUDIOというのは規格名である。
しかし標準搭載される音源とはならずに、MSX2のオプション規格としてカートリッジの形態の周辺機器のみが商品化された。日本国外ではフィリップスより NMS-1205 Muziekmodule(ミュージックモジュール)、東芝より HX-MU900 MSX MUSIC SYSTEM という名称で発売された。
国内では1987年に松下電器産業（当時）からFS-CA1のみが発売されており、その仕様がMSX-AUDIOと認識されていることが多いが、規格としてのハードウェアの定義は音源LSIにY8950、DACにYM3014、ADPCM/PCMデータ用RAMに256Kbit、プログラム用ROM128KiByte、プログラム用RAM4KiB、入出力端子としてミュージックキーボード接続端子、音声入力端子としてマイクレベルのミニジャック、出力端子としてRCAジャックを最低限の装備としている。同時に最大構成としてはその概ね倍の構成である、音源・DACを二つ、ADPCM/PCMデータ用にRAMを256K×8bit、ROMを256K×8bitにした構成とされている。ただし、HX-MU900にはADPCM/PCM用のメモリーは搭載されておらず、海外ではその条件を満たしていない商品も存在している。
これらのハードウェアに加え、BASICのコマンドを拡張する拡張BASIC、アプリケーションから使用するために用意された拡張BIOSと、実際の制御を行うMBIOS(Music BIOS)などのソフトウェアによって構成される。
また規格としては実際に販売された製品の2つ分のハードウェアの搭載を想定しており、I/Oポートは二組分用意され、構成の設定として、割り当てるI/Oアドレスの指定以外に1つのカートリッジ内に搭載された2つのY8950を割り当てるという状態が定義されているほか、拡張BASICには機能は見当たらないものの、仕様書によれば拡張BIOS・MBIOSでは各々の制御をサポートする様に記されている。
前述のとおり国内ではFS-CA1のみが発売されているが、YAMAHAのYIS805のカタログには一時期「MSX-AUDIO(オプション)搭載可能」と書かれていたことがある。
結果として34,800円という値段の高さと対応ソフトウェアの少なさからほとんど普及することはなく、その後1988年に7,800円で発売されたMSX-MUSIC(YM2413)規格のFM Pana Amusement Cartridgeが普及、事実上の標準音源となった。実現には至らなかったが、MSX3の段階でMSX-AUDIOをMSXの標準音源にしようと思っていたとMSXの提唱者である西和彦は語っている。
また音源の俗称としてハードウェアとしての規格に準拠したY8950をMSX-AUDIOと呼称することもある。
なおMSXturboRの高速モードではウェイトが不足し、内蔵ソフトウェアでは正常に演奏されない。

## YAMAHA Y8950

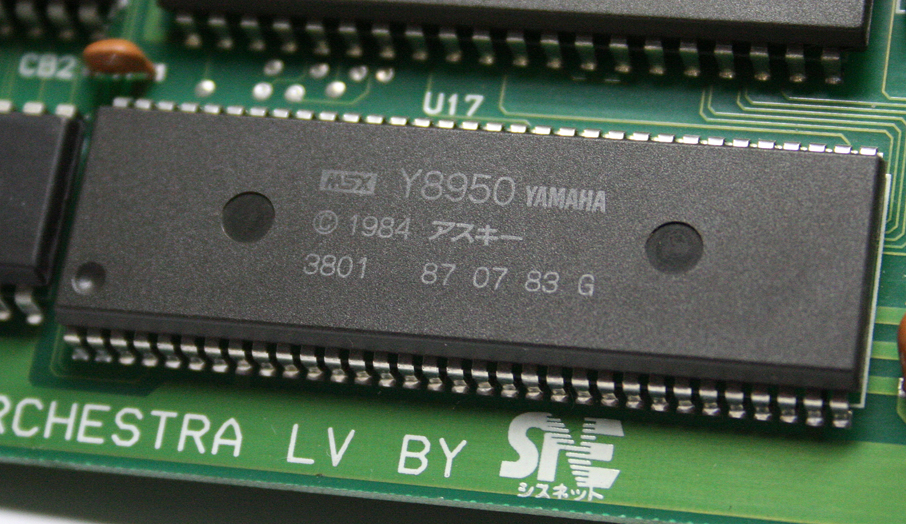
Y8950

MSX2をキャプテンシステム、文字多重放送等のビデオテックス端末とするためのチップセットのひとつとして、アスキーより販売されていた。製造はヤマハで、ヤマハ社内のコード名はYM3801。
そのリリースの経緯から、MSXロゴが印刷されているが、実際にはMSX以外でも利用されている。SNE（シスネット）のサウンドオーケストラV/サウンドオーケストラVS/サウンドオーケストラMATEや、UNICA(ユニカサウンド)のUB-1、SCARABのAUDIO-98XXといったPC-9801用サウンドボード、MZ-2861用のADPCMボードMZ-1E35、アーケード基板などにも搭載された実績がある。
内部的に、FM音源部、ADPCM音源部、IO制御部と分かれており、FM音源部はYM3526と完全に同一である。
ADPCM音源部は、1.8kHz - 16kHzでサンプリングでき、1.8kHz - 50kHzで再生可能で、音階が付けられる。波形メモリーとして、最大256KBのDRAMを実装可能である。データは8bitPCMであるが、内部では4bitADPCMデータとして処理される。
ほぼ同等の機能が後に同社製FM音源チップであるYM2608、YM2610にも搭載されている。IO制御部は、ミュージックキーボードの接続を目的とした8bit入力＋8bit出力のIOポートで、入力によって割り込み信号を生成することが出来る。
なおリズム音のパラメーターについては、Y8950のアプリケーションマニュアルに音程の指定が必要である旨こそかかれているものの、設定値の指定は明示されておらず、実際に販売された、FS-CA1の持つ初期設定では、演奏時の音程は、楽器名より多少低めに出るようになっており、設定値の違いから、文法的には互換性が維持されるMSX-MUSICともリズム音部分の実際の音程には差異がある。

## FS-CA1
松下電器から発売されたMSX-AUDIOユニットのFS-CA1は、A1コンポシリーズと銘打ったパナソニックの「A1シリーズ」を想定した特異なカートリッジ形状になっているため、機種によっては装着が不可能なこともあった。
出力端子はRCA端子が色分けされて2つ用意されているが、Y8950からの出力はモノラルであるため、双方の端子へは同じ音声が出力され、カートリッジにもそのブロック図が図示されている。それとは別にPCM録音用標準プラグとキーボード(YAMAHA製YK-20）を接続する端子も用意されている。
サンプリングデータを64KBのROMに18種搭載していたほか、拡張BASICやシンセアプリケーション(MSX-MUSIC SYSTEM)を内蔵していた。ROMのサンプリングデータは、犬や猫の鳴き声、ゴルフスイングなどほとんどが効果音で、楽曲作成に向いた物ではなかった。
当時はRAMの価格が高かったこともあり、価格も34,800円と、MSX本体に迫るものとなっている。上述の特異な形状の問題もあり、あまり普及はしなかった。

## BASICからのMSX-AUDIOの使用
標準的な使用法は「FM-PAC#BASICからのMSX-MUSICの使用」(MSX-MUSIC)の項目も参照。なお、プリセットされている音色は、FM音源が63+1(無音)種、PCM音源は18種である
CALL SYNTHE
付属のシンセサイザーアプリケーションを起動する。
CALL AUDIO(3,0,1,1,1)
MSX-MUSICと異なり、左端のパラメータに2か3を指定すると、PCMが使用可能になる。PCMはPLAY #2命令で、FM音源、PSGと同期演奏が可能。
CALL COPY PCM(#n,m)
ROMに搭載されているPCMデータをRAMに転記する。#nは音色番号。
CALL SET PCM
各音色番号ごとに、PCMのパラメータを設定する。
CALL LOAD PCM("FILENAME", #n)
ディスクからPCMデータを読み込む。
CALL SAVE PCM("FILENAME", #n)
ディスクにPCMデータを保存する。

## MSX-AUDIO対応MSX用ソフトウェアの例
50音順
以下はPSG又はMSX-AUDIOにて音声出力
- 戦場の狼
- ラビリンス/魔王の迷宮

以下はMSX-AUDIO又はMSX-MUSICにて音声出力
- Impact MuSiX Disk #1
- Impact MuSiX Disk #2
- Impact MuSiX Disk #3
- Impact MuSiX Disk #4
- Impact MuSiX Disk #5
- コラムス
- ゴルビーのパイプライン大作戦
- 真・魔王ゴルベリアス
- ゼビウス ファードラウト伝説
- ディスクステーションシリーズ　※創刊準備号以外
- ドラゴンクイズ
- プロ野球ファミリースタジアム ペナントレース
- プロ野球ファミリースタジアム ホームランコンテスト
- 魔導物語1-2-3
- ルーンマスター 三国英傑伝

以下はMSX-AUDIO専用ソフトウェア
- MSX-Audioシリーズ　ミュートピア
- MSX-Audioシリーズ　スコアエディタ
- MSX-Audioシリーズ　サウンドパレット

以下はMSX-AUDIOとMSX-MUSICとの同時音声出力
- GUIDO'S LOST IN PLANTINUS
- ZONE TERRA

以下は MSX-AUDIO(256KB Sample RAM) の音声出力に対応したソフトウェア
- Unknown Reality 2.0

## Y8950が採用されたアーケードゲーム
50音順
- 怒
- 銀河任侠伝
- ゲバラ
- 航空騎兵物語
- サイコソルジャー
- 怒号層圏